# Stainton by Langworth
Stainton by Langworth is een civil parish in het bestuurlijke gebied West Lindsey, in het Engelse graafschap Lincolnshire. In 2001 telde het dorp 80 inwoners.
De aan Johannes de Doper gewijde dorpskerk werd in 1795 gebouwd en staat op de Britse monumentenlijst.